# Slispærringen
Slispærringen (på tysk Schlei-Sperrwerk) var en cirka 900 meter lang trækonstruktion i Slien. Den blev oprettet øst for halvøen Rejsholm ved overgangen fra den cirka 280 meter brede Stegsvig Snævring (Stexwiger Enge), som er et af de smalleste steder i Slien, og Sliens Store Bredning (Große Breite). Ved konstruktionens østlige ende lå i vikingetiden den lille ø Kohøj (på tysk Kockbarg el. Kohöe). Mod nord ved Fysing Ås munding i Slien lå i vikingetiden byen Slistorp.
Bygningskomplekset bestod af mange kasseformede, kvadratiske bjælke-bygningsværker med en sidelængde på 4,8 meter. Kasserne kunne sejles ud til deres fastlagte position. Ved at lægge flere bjælker ovenpå, sank kassen længere og længere ned mod grunden. Havde den nået grunden, kunne kassen fyldes med sand og sten. Sådan opstod trækonstruktionen. En af plankerne kunne i 1992 dendrokronologisk dateres til året 736.   
Konstruktionen blev af Dr. W. Kramer fra arkæologisk delstatsmyndighed i Slesvig bestemt til at være en del af forsvarsværket Dannevirke i det sydlige Jylland.. Formålet med søspærringen var ifølge Kramer at afspærre vadestedet ved Stegsvig og at kontrollere farvandet ud for Fysing (Slistorp) og Hedeby (i Sliens Store og Lille Bredning). 
Ifølge en anden opfattelse var trækonstruktionen dog mere en havnemole, som kunne bruges af ledingflåden som samlested [kilde mangler]. Herfra er der ca. 2 timers march til Hærvejen, hvor slaget ved Lyrskov Hede fandt sted. Trækonstruktionen blev anbragt syd for det nu frilagte Slistorp ved Fysing Å, Sliens største vandløb. Situation svarer til beskrivelsen af Godfreds havn Slistorp i de Frankiske Rigsannaler 808 e.Kr. Ledingsflådens skibe kunne her efterlades og bevogtes af en lille del af mandskabet. Ved begyndelsen af havnemolen kunne en angriber afvises i nogen tid, indtil vagtmandskaberne havde flyttet skibene ud i Store Bredning. 200 - 300 skibe af typen Helge Ask, trukket op på strandene rundt omkring, ville af vagtmandskabet ikke kunne flyttes ud på vandet og dermed være et let bytte for en angriber. Det tager ikke mere end 2-3 minutter at beskadige et træskib så alvorligt med en økse, at det ikke mere er sejlklar. Sliestorps havn kunne rumme ca. 9000 søkrigere. 
Da Rejsholms sydspids over til Stegsvig var et vadested, kunne flådens krigere marchere ud på nordsiden mod hærvejen, og ved behov vende hjem på sydsiden. Slien er i sig selv en farlig fælde for en flåde. Mange smalle steder kan bruges som spærring, så flåden er indespærret. Derfor har vikingerne benyttet og udbygget et gammelt dragssted fra anglerne, hen over morænevolden fra Slien til floden Trene. Dragstedet i øst går fra fra Store Bredning over til Vindeby Nor ved Egernførde og kaldes Østervold. For ledingsflåden fandtes dermed tre udgange fra Slien[kilde mangler]. En lignende situation med tre udgange findes med Sløjkanalen ved Aggersborg i Limfjorden.